# Jōkotō
Jōkotō (japanisch 古代刀) sind japanische Schwerter aus der Antike. Die Bezeichnung ist der Sammelbegriff für frühe Schwerter dieser Art, die von der Bronzezeit bis zum 10. Jahrhundert nachweisbar sind. Diese Schwerter waren in Japan im Einsatz, bevor sie durch die moderneren Schwerter wie Tachi und Katana ersetzt wurden.
Es sind in der Regel gerade Schwerter. Typische Formen sind Tsurugi (ein Schwert mit gerader, doppelschneidiger Klinge) und Chokutō (gerade Schwerter mit einschneidiger Klinge).

## Materialien
Jōkotō wurde immer aus den damals modernsten zur Verfügung stehenden Materialien gefertigt. Die meisten heute noch existierenden Exemplare von Jōkotō bestehen aus Bronze, aber es gibt auch einige intakte Schwerter in dieser Form aus Eisen.

## Herkunft und Herstellung
Die Modelle bis 600 n. Christus sind Importe aus den benachbarten Ländern des heutigen Korea und China. Lange Zeit war die Meinung verbreitet, dass Schwerter in Japan bis zum 8. Jahrhundert ausschließlich importiert wurden.
Ausgrabungen zum Ende des 20. Jahrhunderts zeigten aber, dass es in Japan auch schon Gussformen für die Herstellung von Jōkotō-Schwertern gegeben hat.
Jōkotō aus Bronze wurden gegossen, im Gegensatz zu den späteren japanischen Schwertern, die vor allem wegen der geschätzten Schmiedekunst hoch angesehen sind.

## Auftreten
Die frühen Funde dieser Schwerter stammen aus Grabstätten japanischer Adliger aus dem 4. und 5. Jahrhundert. Ein erhöhter Bedarf an Schwertern entstand in Japan unter anderem durch die Taika-Reform im 7. Jahrhundert, die beinhaltete, dass Männer aus dem Volk als Soldaten zur Verfügung stehen und sich selbst ausrüsten mussten.

## Verschwinden
Bis zum 9. Jahrhundert waren Jōkotō die erste Wahl für die Kämpfer Japans. Aber durch Veränderungen in der Kampf-Strategie waren danach Schwerter gefragt, die für den Kampf auf dem Pferd ausgelegt sind. Dafür eigneten sich Schwerter mit gebogener Klinge nach Meinung der damaligen Krieger besser.
Die Samurai stiegen zur gleichen Zeit zur Kriegerelite in Japan auf und sie bevorzugten die moderneren Schwertformen mit einschneidiger und gebogener Klinge. Die alten Schwertarten mit gerader Klinge verschwanden deshalb. Es gab noch eine Übergangsphase, in der sowohl die alten als auch die neuen Schwerter benutzt wurden. Spätestens ab dem 11. Jahrhundert hatten Jōkotō im militärischen Bereich aber keine Bedeutung mehr.